# Mesacturoides crinitus
Mesacturoides crinitus is een bidsprinkhaankreeftensoort uit de familie van de Takuidae. De wetenschappelijke naam van de soort is voor het eerst geldig gepubliceerd in 1962 door Manning.